# Asch-Schahid-Monument
Das asch-Schahid-Monument (arabisch نُصب الشهيد, DMG Nuṣb aš-Šahīd), auch bekannt als „Gedenkstätte der Märtyrer“, ist ein imposantes Monument in der irakischen Hauptstadt Bagdad. Es wurde im Jahre 1983 während des ersten Golfkrieges fertiggestellt und dient der Erinnerung und Ehrung der irakischen Soldaten, die im ersten Golfkrieg gefallen sind.
Es befindet sich östlich des Tigris in der Nähe des Armeekanals, der Sadr City vom Rest Bagdads trennt.

## Design
Das Monument steht auf einer Plattform, die einen Durchmesser von 190 Meter hat. Die Plattform befindet sich im Zentrum eines künstlichen Sees. Das Monument besteht aus einer 40 Meter hohen türkisfarbenen Kuppel, die in der Mitte in zwei nicht gleich große Hälften gespalten ist.
Design und Farbe der Kuppel sind eine Anlehnung an die abbasidische Herrschaft und deren Bauwerke. Zwischen den beiden Kuppelhälften befindet sich eine ewige Flamme.
Das Monument ist eingebettet in einen Park, in dem sich auch ein Museum, eine Bücherei und eine Cafeteria befinden.